# Font de les Carculles
La Font de les Carculles és una font pública modernista de Borrassà (Alt Empordà) inclosa a l'Inventari del Patrimoni Arquitectònic de Catalunya.

## Descripció
La font de les "Carculles" es troba en el bosc de pollancres del costat de la casa coneguda com El Molí, i consisteix en una cavitat efectuada a la roca que s'allarga mitjançant una galeria coberta amb tela metàl·lica en la seva part superior. A la font, pròpiament dita, és accessible baixant tres graons. La decoració de la cova està feta amb pedres negres clavades a les parets i filades de color blanc de pedra del mateix color i carculles, que solquen el fons de la gruta. L'emmarcament és totalment de carculles.
A banda i banda de la galeria hi ha dos bancs fets d'obra i recoberts amb trossos de mosaic, amb predomini del color verd. Hi ha inscrit el nom dels amos que ordenaren la seva construcció amb grans lletres, també, en mosaic.
Per sota de la galeria passa el rec del molí.

## Història
Dalt de la part que té forma de cova hi ha la data 1912.